# Iulian Pop
Iulian Pop (n. 12 martie 1880, Buduș, d. 22 noiembrie 1923, Cluj), de profesie avocat, a fost primul primar al municipiului Cluj după unirea Transilvaniei cu România în 1919, numit în această funcție la data 19 ianuarie 1919 de către Consiliul Dirigent al Transilvaniei. A deținut funcția de primar până la data de 13 aprilie 1923, când a demisionat. A avut doi frați, amândoi numiți Valeriu (primul decedat la vârsta de 12 ani, al doilea avocat și politician 1892-1958). A fost căsătorit cu Veturia Petran și au avut doi copii, Iulian și Mircea.
Pe durata mandatului său a fost inaugurată Universitatea Românească din Cluj, Dacia Superioară, s-a început introducerea gazului metan, a fost dezvelită Statuia Lupa Capitolina, a fost construit podul peste Someș din Piața Mihai Viteazul și au fost efectuate lucrări masive de refacere a străzilor și școlilor